# Mlýnský náhon (řeka Jihlava)
Mlýnský náhon je pravobřežní náhon řeky Jihlavy v okolí Pohořelic v okrese Brno-venkov. Jeho délka činí 11,4 km. Je hlavním napaječem soustavy Pohořelických rybníků.

## Průběh toku

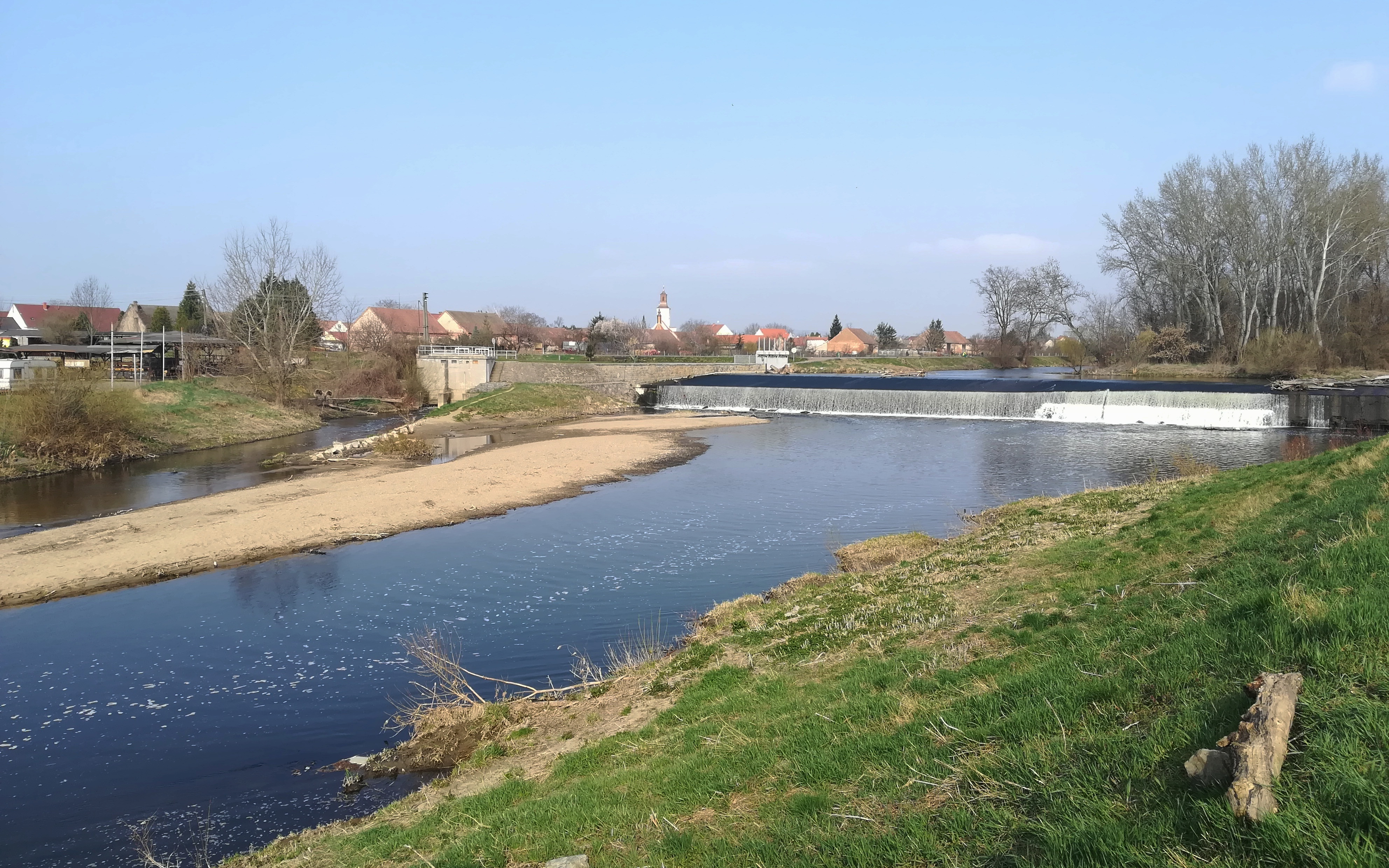
Cvrčovický jez na Jihlavě, nad kterým náhon začíná

Začíná na jezu ve Cvrčovicích, v místě, kde do Jihlavy zároveň ústí Potůček. Náhon protéká jižním směrem přes centrum Pohořelic, kde se do něj zprava vlévá Šumický potok. Ve Velkém Dvoře je z něj vyveden Hornoleský náhon, který napájí Starý rybník a soustavu nádrží nad ním. Mlýnský náhon pokračuje na jih do Nové Vsi, kde přijímá zprava Olbramovický potok a obrací se ostře na východ, kde napájí menší rybníky Čahoun, Nohavici, Rýžoviště, Zarostlý a velký rybník Vrkoč. Ten obtéká z jihu a podél silnice Pasohlávky–Ivaň míří na severovýchod ke svému ústí do řeky Jihlavy.